# Jean Du Breuil

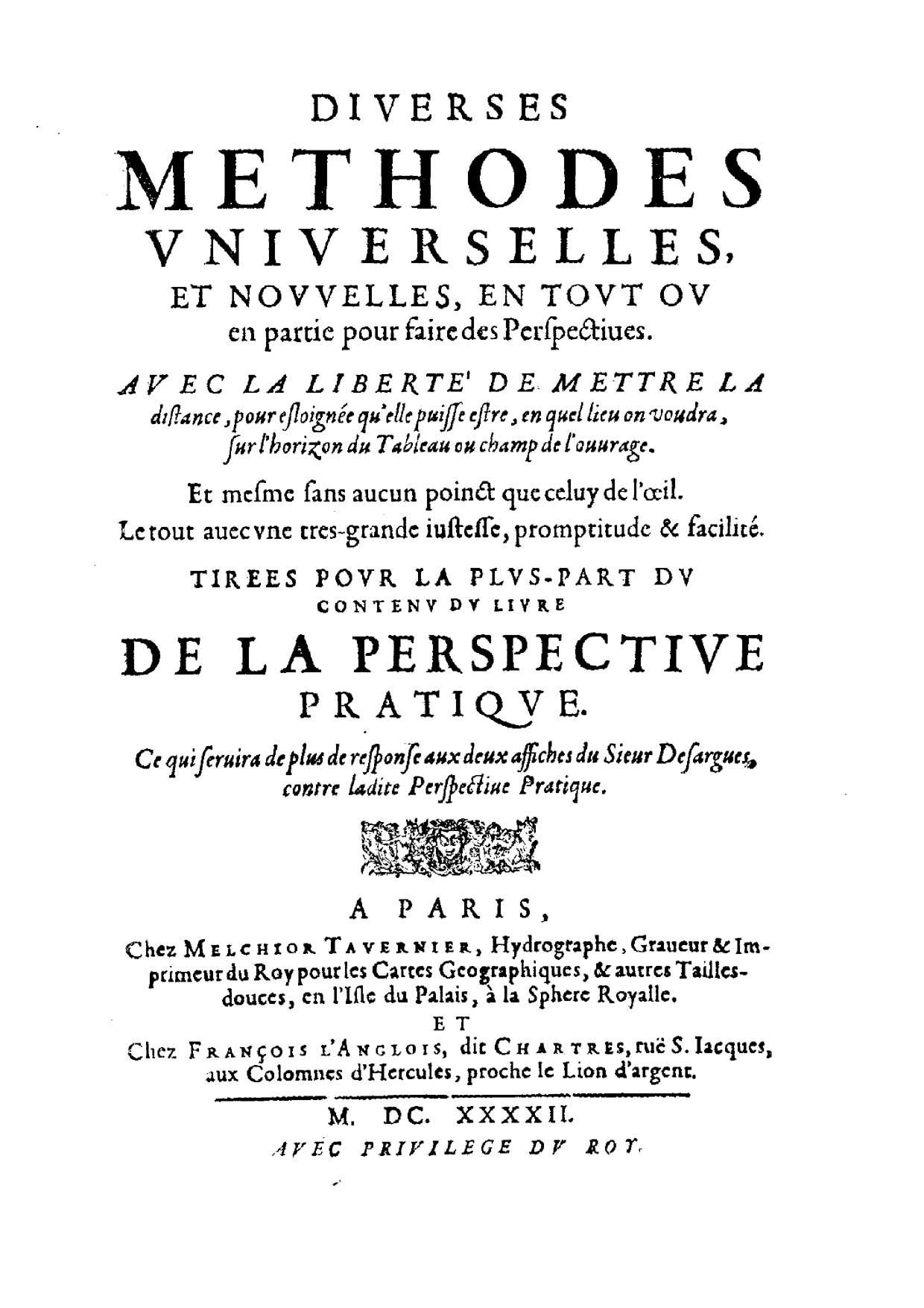
Diverses methodes universelles et nouvelles, en tout ou en partie pour faire des perspectives, 1642

Jean Dubreuil o Jean Du Breuil (22 luglio 1602 – 27 aprile 1670) è stato uno scrittore, saggista e matematico francese.

## Biografia
Figlio del librario Claude Du Breuil, continuò la professione del padre ed entrò poi nei gesuiti. Passò molti anni a Roma, ove studiò l'architettura.
È conosciuto, per i giochi prospettici  suggeriti nel suo trattato:  La Perspective pratique edito a Parigi nell'anno 1642. A causa di alcuni errori di valutazione compiuti nella prima edizione, l'autore ne licenziò una seconda nell'anno 1651.

## Opere

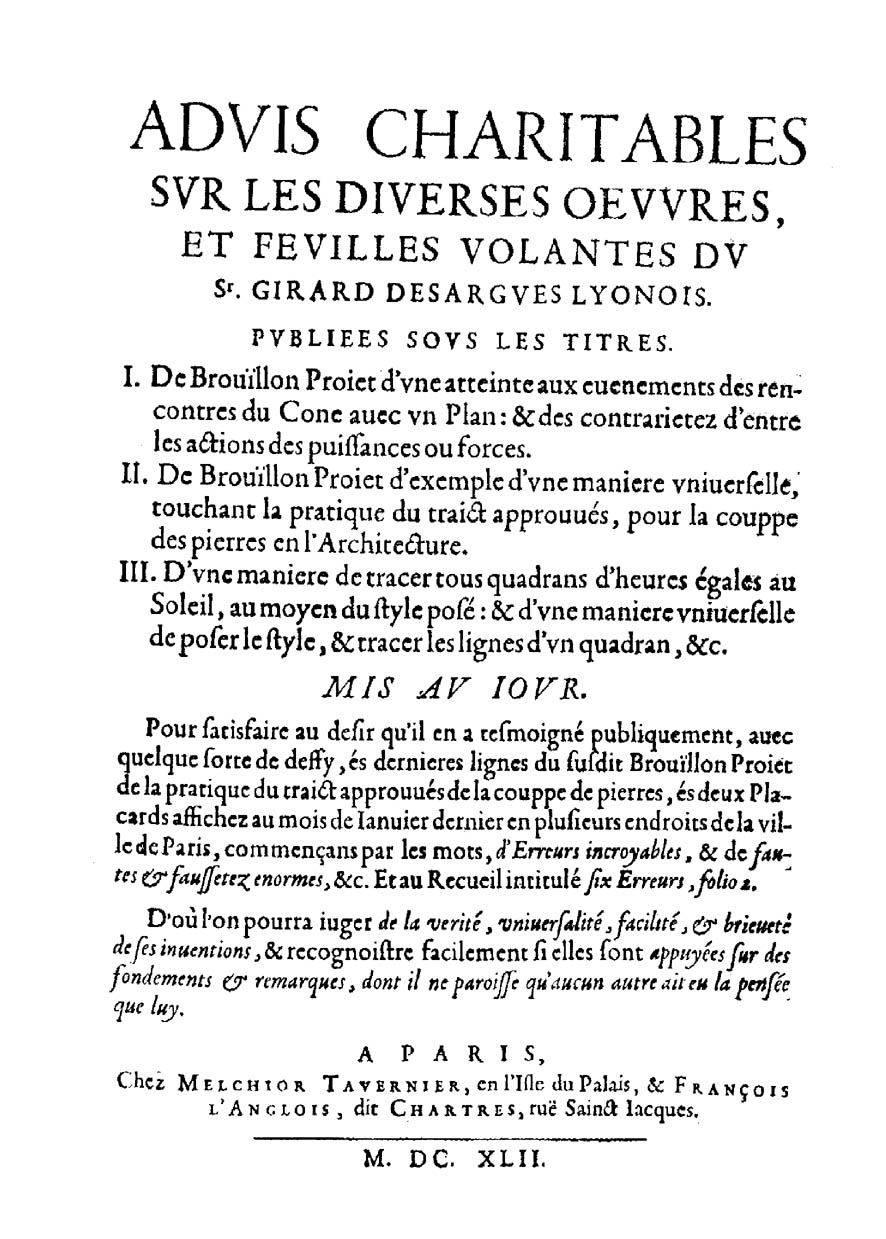
Advis charitables sur les diverses œuvres, et feuilles volantes du sr. Girard Desargues, 1642

- (FR) Jean Breuil, Diverses methodes universelles et nouvelles, en tout ou en partie pour faire des perspectives, A Paris, François Langlois, 1642.
- (FR) Jean Du Breuil, Advis charitables sur les diverses œuvres, et feuilles volantes du sr. Girard Desargues, A Paris, François Langlois, Melchior Tavernier, 1642.
- La perspective practique, 1642-1649
- L'Art universel des fortifications